# Ribeira de Âncora
Ribeira de Âncora é uma ribeira de Portugal que tem sua foz no Oceano Atlântico, em Vila Praia de Âncora. Há uma menção antiga a ela, ocorrida em 1758, nas memórias paroquiais de Âncora.